# Tyana pustulifera
Tyana pustulifera är en fjärilsart som beskrevs av John Henry Leech 1899. Tyana pustulifera ingår i släktet Tyana och familjen trågspinnare. Inga underarter finns listade i Catalogue of Life.